# 1749 în literatură
Anul 1749 în literatură a implicat o serie de evenimente și cărți noi semnificative.  

## Cărți noi
- Joseph Ames - Typographical Antiquities
- George Berkeley - A Word to the Wise
- John Brown - On Liberty
- William Rufus Chetwood - A General History of the Stage
- John Cleland - The Case of the Unfortunate Bosavern Penlez
- John Gilbert Cooper - The Life of Socrates
- Henry Fielding
  - The History of Tom Jones, a Foundling
  - The True State of the Case of Bosavern Penlez (o replică dată lui Cleland)
- Sarah Fielding
  - The Governess
  - Remarks on 'Clarissa'
- David Hartley - Observations on Man, his Frame, his Duty, and his Expectations (Psihologie)
- Eliza Haywood - Dalinda (roman)
- Aaron Hill - Gideon
- Samuel Johnson - The Vanity of Human Wishes
- William Law - The Spirit of Prayer
- William Mason - Isis
- Lauritz de Thurah - Den Danske Vitruvius, volumul II
- Henry St. John - Letters on the Spirit of Patriotism
- John Wesley - A Plain Account of the People Called Methodists
- Gilbert West - Odes of Pindar